# Pattinaggio di figura ai V Giochi olimpici invernali - Pattinaggio di figura femminile
La competizione del pattinaggio di figura femminile dei V Giochi olimpici invernali si è svolta nei giorni 3 e 6 febbraio 1948 allo Olympic Ice Rink di Sankt Moritz.

## Risultati
La classifica finale è stata determinata dalla regola della maggioranza dei piazzamenti ottenuti dai singoli nove giudici. Se un pattinatore è stato al primo posto dalla maggioranza dei giudici, il pattinatore è classificato primo, il processo è stato poi ripetuto per ogni posto. Se vi era parità si teneva conto di: 1) Totale ordinali, 2) Punti totali, 3) Punti Figure obbligatorie.

### Figure Obbligatorie
Si sono disputate il giorno 3 febbraio.
| Pos. | Atleta               | Nazione        | Piaz. | PO  | PT     |
| ---- | -------------------- | -------------- | ----- | --- | ------ |
| 1    | Barbara Ann Scott    | Canada         | 5×1º  | 13  | 95,344 |
| 2    | Jeannette Altwegg    | Gran Bretagna  | 7×3º  | 23  | 93,567 |
| 3    | Eva Pawlik           | Austria        | 6×3º  | 25  | 92,456 |
| 4    | Jiřína Nekolová      | Cecoslovacchia | 5×5º  | 47  | 89,689 |
| 5    | Bridget Adams        | Gran Bretagna  | 8×6º  | 49  | 89,644 |
| 6    | Gretchen Merrill     | Stati Uniti    | 5×6º  | 60  | 88,667 |
| 7    | Alena Vrzáňová       | Cecoslovacchia | 6×7º  | 62  | 88,578 |
| 8    | Yvonne Sherman       | Stati Uniti    | 7×8º  | 77  | 87,100 |
| 9    | Suzanne Morrow       | Canada         | 6×11º | 101 | 84,656 |
| 10   | Marion Davies        | Gran Bretagna  | 5×11º | 109 | 84,833 |
| 11   | Eileen Seigh         | Stati Uniti    | 6×16º | 116 | 83,978 |
| 12   | Marilyn Take         | Canada         | 5×13º | 120 | 83,789 |
| 13   | Maya Hug             | Svizzera       | 5×13º | 124 | 83,989 |
| 14   | Martha Bachem        | Austria        | 5×14º | 133 | 82,722 |
| 15   | Mária Saáry          | Ungheria       | 5×14º | 135 | 82,144 |
| 16   | Jill Hood-Linzee     | Gran Bretagna  | 5×14º | 140 | 82,533 |
| 17   | Dagmar Lerchová      | Cecoslovacchia | 6×15º | 129 | 82,833 |
| 18   | Jacqueline du Bief   | Francia        | 5×15º | 137 | 82,889 |
| 19   | Hildegard Appeltauer | Austria        | 6×17º | 132 | 82,633 |
| 20   | Marit Henie          | Norvegia       | 7×21º | 185 | 77,711 |
| 21   | Éva Lindner          | Ungheria       | 7×22º | 198 | 75,522 |
| 22   | Ingeborg Solar       | Austria        | 6×22º | 198 | 75,311 |
| 23   | Lotti Höner          | Svizzera       | 5×22º | 182 | 77,678 |
| 24   | Doris Blanc          | Svizzera       | 6×24º | 217 | 70,622 |
| 25   | Grazia Barcellona    | Italia         | 9×25º | 218 | 67,544 |

### Figure Libere
Si sono disputate il giorno 6 febbraio.
| Pos. | Atleta               | Nazione        | Piaz. | PO  | PT     |
| ---- | -------------------- | -------------- | ----- | --- | ------ |
| 1    | Barbara Ann Scott    | Canada         | 7×1º  | 11  | 67,733 |
| 2    | Eva Pawlik           | Austria        | 5×2º  | 27  | 65,133 |
| 3    | Alena Vrzáňová       | Cecoslovacchia | 5×3º  | 30  | 64,467 |
| 4    | Jiřína Nekolová      | Cecoslovacchia | 7×4º  | 31  | 64,400 |
| 5    | Yvonne Sherman       | Stati Uniti    | 5×6º  | 54  | 62,733 |
| 6    | Jeannette Altwegg    | Gran Bretagna  | 6×7º  | 57  | 62,600 |
| 7    | Martha Bachem        | Austria        | 5×7º  | 75  | 61,733 |
| 8    | Dagmar Lerchová      | Cecoslovacchia | 6×10º | 85  | 61,600 |
| 9    | Ingeborg Solar       | Austria        | 6×11º | 99  | 60,133 |
| 10   | Eileen Seigh         | Stati Uniti    | 5×10º | 105 | 60,133 |
| 11   | Gretchen Merrill     | Stati Uniti    | 5×12º | 105 | 59,800 |
| 12   | Marion Davies        | Gran Bretagna  | 6×13º | 108 | 59,933 |
| 13   | Marilyn Take         | Canada         | 6×13º | 110 | 59,933 |
| 14   | Mária Saáry          | Ungheria       | 5×13º | 130 | 58,800 |
| 15   | Suzanne Morrow       | Canada         | 5×14º | 135 | 59,000 |
| 16   | Bridget Adams        | Gran Bretagna  | 5×15º | 135 | 59,000 |
| 17   | Éva Lindner          | Ungheria       | 5×16º | 145 | 58,667 |
| 18   | Jill Hood-Linzee     | Gran Bretagna  | 6×19º | 158 | 57,667 |
| 19   | Maya Hug             | Svizzera       | 7×19º | 162 | 57,533 |
| 20   | Hildegard Appeltauer | Austria        | 5×20º | 176 | 56,667 |
| 21   | Lotti Höner          | Svizzera       | 5×21º | 181 | 56,533 |
| 22   | Jacqueline du Bief   | Francia        | 5×22º | 181 | 56,133 |
| 23   | Marit Henie          | Norvegia       | 7×23º | 203 | 55,400 |
| 24   | Grazia Barcellona    | Italia         | 7×24º | 206 | 54,667 |
| 25   | Doris Blanc          | Svizzera       | 9×25º | 221 | 52,000 |

### Classifica finale
| Pos. | Atleta               | Nazione        | Piaz. | PO    | PT      |
| ---- | -------------------- | -------------- | ----- | ----- | ------- |
| 1    | Barbara Ann Scott    | Canada         | 7×1º  | 11,0  | 163,077 |
| 2    | Eva Pawlik           | Austria        | 5×2º  | 24,0  | 157,588 |
| 3    | Jeannette Altwegg    | Gran Bretagna  | 5×3º  | 28,0  | 156,166 |
| 4    | Jiřína Nekolová      | Cecoslovacchia | 7×4º  | 34,0  | 154,088 |
| 5    | Alena Vrzáňová       | Cecoslovacchia | 9×6º  | 44,0  | 153,044 |
| 6    | Yvonne Sherman       | Stati Uniti    | 7×7º  | 62,0  | 149,833 |
| 7    | Bridget Adams        | Gran Bretagna  | 5×7º  | 69,0  | 148,644 |
| 8    | Gretchen Merrill     | Stati Uniti    | 6×8º  | 73,0  | 148,466 |
| 9    | Martha Bachem        | Austria        | 5×11º | 103,0 | 144,456 |
| 10   | Marion Davies        | Gran Bretagna  | 6×12º | 104,0 | 144,766 |
| 11   | Eileen Seigh         | Stati Uniti    | 6×13º | 110,0 | 144,111 |
| 12   | Marilyn Take         | Canada         | 6×12º | 110,5 | 143,722 |
| 13   | Dagmar Lerchová      | Cecoslovacchia | 5×12º | 112,0 | 144,433 |
| 14   | Suzanne Morrow       | Canada         | 8×14º | 117,0 | 143,655 |
| 15   | Maya Hug             | Svizzera       | 5×15º | 137,0 | 141,522 |
| 16   | Jacqueline du Bief   | Francia        | 5×16º | 147,5 | 139,022 |
| 17   | Mária Saáry          | Ungheria       | 6×17º | 142,0 | 140,944 |
| 18   | Hildegard Appeltauer | Austria        | 7×18º | 155,0 | 139,300 |
| 19   | Jill Hood-Linzee     | Gran Bretagna  | 6×18º | 145,0 | 140,200 |
| 20   | Ingeborg Solar       | Austria        | 6×21º | 186,0 | 135,444 |
| 21   | Éva Lindner          | Ungheria       | 5×21º | 192,0 | 134,188 |
| 22   | Marit Henie          | Norvegia       | 6×22º | 194,0 | 133,111 |
| 23   | Lotti Höner          | Svizzera       | 5×22º | 186,0 | 134,211 |
| 24   | Grazia Barcellona    | Italia         | 5×24º | 218,0 | 122,211 |
| 25   | Doris Blanc          | Svizzera       | 9×25º | 221,0 | 122,622 |